# Sokółka (gemeente)
De gemeente Sokółka is een stad- en landgemeente in het Poolse woiwodschap Podlachië, in powiat Sokólski.
De zetel van de gemeente is in Sokółka.
Op 30 juni 2004 telde de gemeente 26 647 inwoners.

Sokółka

## Oppervlakte gegevens
In 2002 bedroeg de totale oppervlakte van gemeente Sokółka 313,62 km², waarvan:
- agrarisch gebied: 70%
- bossen: 20%

De gemeente beslaat 15,27% van de totale oppervlakte van de powiat.

## Demografie
Stand op 30 juni 2004:
| Omschrijving                   | Totaal | Totaal | Vrouwen | Vrouwen | Mannen | Mannen |
| ------------------------------ | ------ | ------ | ------- | ------- | ------ | ------ |
| eenheid                        | aantal | %      | aantal  | %       | aantal | %      |
| inwoners                       | 26 647 | 100    | 13 633  | 51,2    | 13 014 | 48,8   |
| bevolkingsdichtheid (inw./km²) | 85     | 85     | 43,5    | 43,5    | 41,5   | 41,5   |

In 2002 bedroeg het gemiddelde inkomen per inwoner 1109,06 zł.

## Plaatsen
Sołectwa: Bachmatówka, Bilwinki, Bobrowniki, Bogusze, Bohoniki, Drahle, Dworzysk, Geniusze, Gilbowszczyzna, Gliniszcze Małe, Gliniszcze Wielkie, Hałe, Igryły, Jałówka, Janowszczyzna, Jelenia Góra, Kantorówka, Kraśniany, Kundzicze, Kurowszczyzna, Lebiedzin, Lipina, Malawicze Dolne, Malawicze Górne, Miejskie Nowiny, Nomiki, Nowa Kamionka, Nowa Rozedranka, Orłowicze, Pawełki, Planteczka, Plebanowice, Podkamionka, Polanki, Poniatowicze, Puciłki, Sierbowce, Słojniki, Smolanka, Sokolany, Stara Kamionka, Stara Moczalnia, Stara Rozedranka, Stary Szor, Straż, Szyndziel, Szyszki, Wierzchjedlina, Wojnachy, Woroniany, Wysokie Laski, Zadworzany, Kundzin, Zaśpicze, Zawistowszczyzna, Żuki.

## Aangrenzende gemeenten
Czarna Białostocka, Janów, Kuźnica, Sidra, Supraśl, Szudziałowo. De gemeente grenst aan Wit-Rusland.